# Diego
Diego  è un nome proprio di persona italiano maschile.

## Varianti
- Maschili: Addiego[1], Didaco
- Femminili: Diega[1]

### Varianti in altre lingue
- Catalano: Dídac[2]
- Greco: Δίδαχος (Didachos)
- Latino: Didacus
- Portoghese: Diogo[3]
- Spagnolo: Diego[2][4]

## Origine e diffusione
Riprende il nome spagnolo Diego che, nonostante la sua vasta diffusione in terra di Spagna, si presta ad un'ambigua e non semplice interpretazione.
È possibile innanzitutto che si tratti di una forma ipocoristica del nome Santiago, riadattata, per la precisione, dalle forme arcaiche Diaco o Diago (da cui, fra l'altro, deriva anche il portoghese Thiago). Dato il significato del nome Santiago, letteralmente "San Giacomo", non è raro che il nome Diego venga allora visto come un equivalente del nome Giacomo.
I documenti medievali, tuttavia, riportano questo nome nella forma Didacus, una latinizzazione che, da un punto di vista etimologico, ha creato molti dubbi riguardo alla versione originale di Diego. Sulla base di tale adattamento, infatti, è stata proposta una derivazione dal greco διδαχή, didachḗ, "insegnamento", basato sul verbo διδάσκω, "insegnare", "istruire", con il significato di "colto", "istruito". Non è da escludere, però, che lo stesso Didaco sia una variante di Diaco (e non viceversa), variante in cui il dittongo -ia- sarebbe stato spezzato dall'inserimento di una -d- epententica; un caso simile, nell'onomastica italiana, è quello del nome Giovanni, dal latino Iohannes, in cui l'epentesi della consonante -v- serve a evitare lo iato -oa-.
In Italia Diego si è diffuso innanzitutto a partire dal sud del paese, sin dai tempi della dominazione spagnola dei Borbone. In epoca molto più recente, inoltre, la fama di questo nome si è accresciuta ulteriormente grazie alla serie televisiva di Zorro e in seguito grazie alla popolarità di Diego Armando Maradona, il celebre calciatore argentino che militò nel Napoli a cavallo tra gli anni ottanta e novanta.

## Onomastico

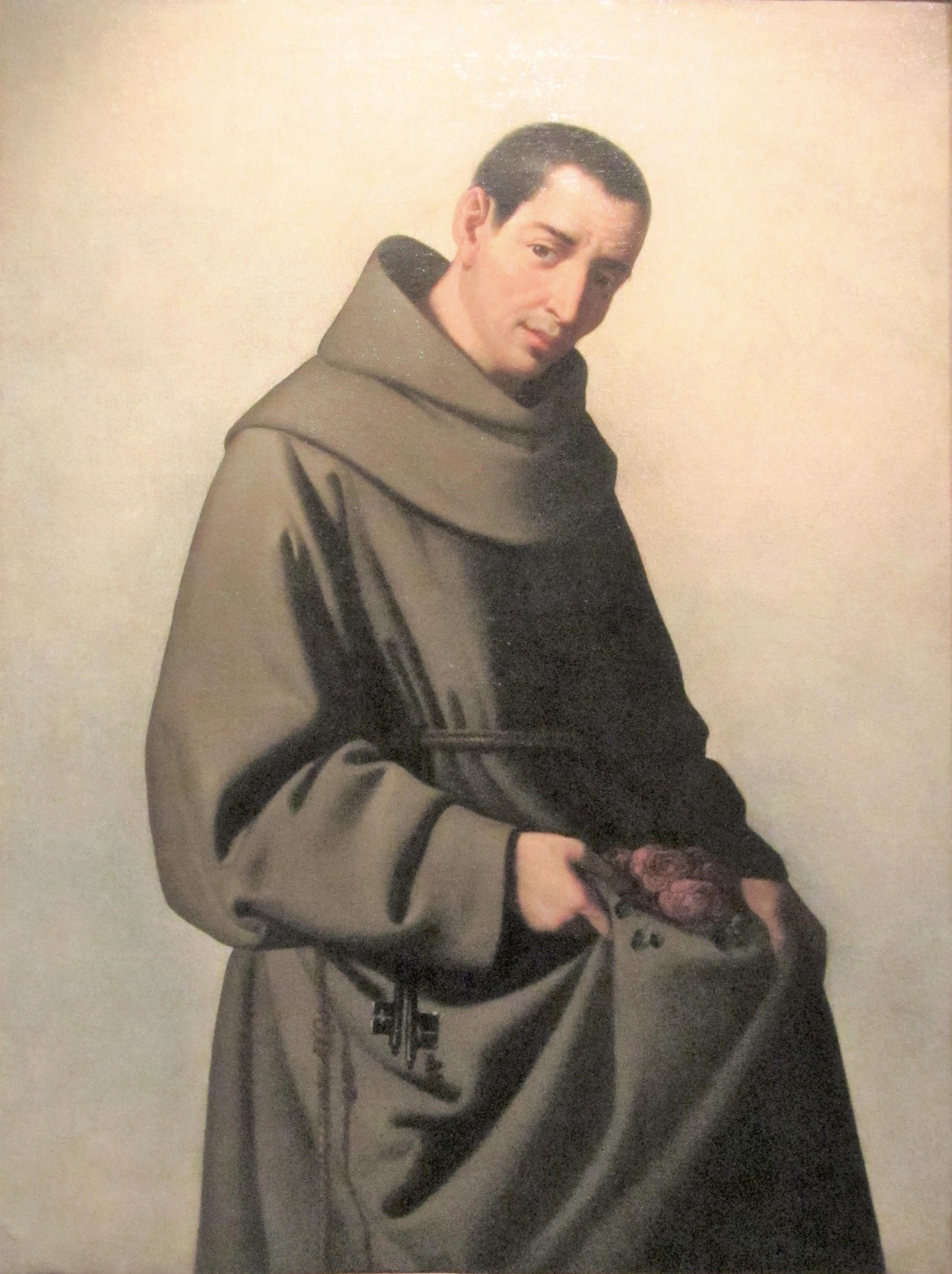
Diego d'Alcalá

L'onomastico si può festeggiare in memoria di più santi, alle date seguenti:
- 15 gennaio, san Diego de Soto, martire mercedario[6]
- 24 marzo, beato Diego Giuseppe da Cadice, frate cappuccino[6]
- 2 aprile, beato Diego Luis de San Vitores, missionario gesuita e martire a Guam[6]
- 3 giugno, beato Diego da Vallinfreda, francescano[6]
- 24 luglio, beato Diego Martinez, martire in Perù[6]
- 30 agosto, beato Diego Ventaja Milán, vescovo e martire a Vícar[6]
- 12 novembre, san Diego d'Alcalá, religioso francescano[6]
- 9 dicembre, san Juan Diego Cuauhtlatoatzin, veggente di Guadalupe[6]

## Persone

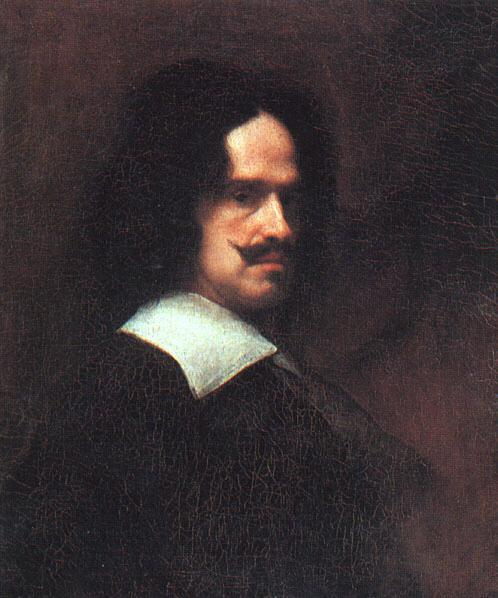
Diego Velázquez

- Diego Abatantuono, attore, comico, sceneggiatore, e conduttore televisivo italiano
- Diego Colombo, esploratore portoghese
- Diego Corrales, pugile statunitense
- Juan Diego Cuauhtlatoatzin, santo messicano
- Diego da Silva Costa, calciatore brasiliano naturalizzato spagnolo
- Diego De Silva, scrittore, giornalista e sceneggiatore italiano
- Diego Domínguez, rugbista a 15, allenatore di rugby a 15 e procuratore sportivo italiano
- Diego Domínguez, attore e cantante spagnolo
- Diego Fabbri, drammaturgo italiano
- Diego Luna, attore e regista messicano
- Diego Armando Maradona, allenatore di calcio e calciatore argentino
- Diego Milito, calciatore argentino
- Diego Ribas da Cunha, calciatore brasiliano
- Diego Rivera, pittore e muralista messicano
- Diego Valeri, saggista e poeta italiano
- Diego Velázquez, pittore spagnolo

### Variante Diogo

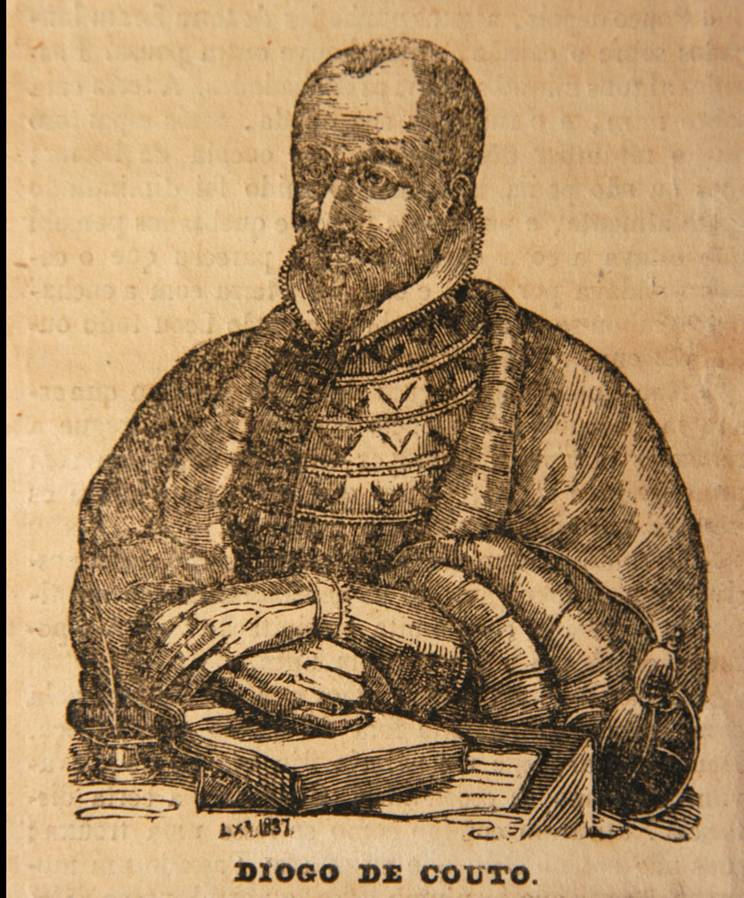
Diogo do Couto

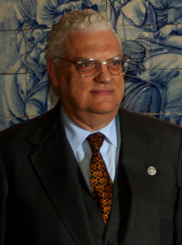
Diogo Freitas do Amaral

- Diogo Amaral, cantante e attore portoghese
- Diogo Antunes de Oliveira, calciatore brasiliano
- Diogo Cão, esploratore portoghese
- Diogo Costa, calciatore portoghese
- Diogo de Vasconcelos, storico e politico brasiliano
- Diogo Dias, navigatore portoghese
- Diogo de Oliveira Barbosa, calciatore brasiliano
- Diogo do Couto, storico portoghese
- Diogo Douglas Santos Andrade Barbosa, calciatore brasiliano
- Diogo Freitas do Amaral, politico portoghese
- Diogo Luis Santo, calciatore brasiliano
- Diogo Rosado, calciatore portoghese
- Diogo Salomão, calciatore portoghese
- Diogo Silvestre Bittencourt, calciatore brasiliano
- Diogo Tavares, calciatore portoghese
- Diogo Valente, calciatore portoghese

### Altre varianti
- Didaco Bessi, presbitero italiano
- Dídac Plana, giocatore di calcio a 5 spagnolo
- Dídac Vilà, calciatore spagnolo

## Il nome nelle arti
- Diego Brando è un personaggio de Le bizzarre avventure di JoJo.
- Diego è un personaggio dei film della serie L'era glaciale.
- Diego è un personaggio del romanzo di Margaret Mazzantini Venuto al mondo.
- Diego de la Vega è il vero nome del personaggio letterario e cinematografico Zorro.
- Diego Giordano è un personaggio della soap opera Un posto al sole.
- Diego Hernandez è un personaggio della telenovela Violetta.
- Diego Santamaria è il protagonista della serie televisiva Ho sposato uno sbirro.
- Diego Hargreeves è uno dei personaggi della serie Netflix The Umbrella Academy.